# موسى بن عقبة
أبو محمد موسى بن عقبة بن أبي عياش القرشي مولاهم، ولد بالمدينة وبها توفي سنة 141 هـ. عالم بالسير والمغازي، من ثقات رجال الحديث.

## مولده
لم تشر المصادر إلى تاريخ مولده، إلا أن ابن عقبة حدث عن نفسه فقال: «حججت وابن عمر بمكة، عام حج نجدة الحروري» ، وقد ذكر الطبري أن حجة الحروري هذه كانت سنة 68 هـ ، وعليه فمولده يكون قبل هذه الحجة بزمن يكون فيه مؤهلاً للحج ومميزاً للأحداث.

## إدراكه للصحابة
يعد موسى ابن عقبة من صغار التابعين، فلم يدرك إلا عدداً قليلاً من الصحابة منهم ابن عمر، وجابر، وأنس بن مالك، وحدث عن الصحابية أم خالد زوجة الزبير بن العوام . أخرج له البخاري في صحيحه وأحمد في مسنده عن موسى بن عقبة قال: سمعت أم خالد بنت خالد ، قال: ولم أسمع أحدا سمع من النبي ﷺ غيرها، قالت: "سمعت النبي ﷺ يتعوذ من عذاب القبر".
أما من كبار التابعين فقد أدرك منهم جمعا غفيراً، منهم علقمة بن وقاص الليثي، وأبي سلمة بن عبد الرحمن، وسالم بن عبد الله بن عمر، وأخيه حمزة، وعبد الرحمن بن هرمز الأعرج، ونافع بن جبير بن مطعم، ونافع مولى ابن عمر، وعروة بن الزبير، وعكرمة مولى ابن عباس، والزهري، وأبي الزناد عبد الله بن ذكوان، ومحمد بن المنكدر، وعطاء السليمي ، كما حدث عن عبد الله بن دينار، ومحمد بن يحيى بن حبان، وحمزة بن عبد الله بن عمر.

## مؤلفاته
لم تذكر المصادر أن لموسى ابن عقبة مصنف سوى كتابه المغازي وبه اشتهر، وهو من أوائل ما ألف في هذا الباب، وقد فقد أصله في جملة ما فقد من تراث الإسلام، إلا أن مادته قد جمعت في كتاب وخُرّجَتْ رواياتها بعناية الأستاذ محمد باقشيش في رسالة علمية منشورة، ثم عُثر على أصل الكتاب مؤخراً رواية ابن أخيه إسماعيل بن إبراهيم بن عقبة المطرقي، ونُشر بتحقيق محمد الطبراني عضو المجلس العلمي الأعلى بالمملكة المغربية.

## ثناء العلماء عليه
حظي موسى ابن عقبة وكتابه المغازي بتقدير كبير من العلماء، وبلغ لديهم مبلغاً كبيراً من الثقة والصدق والأمانة، وممن أثنوا عليه:
الإمام مالك بن أنس حيث كان يقول: «عليكم بمغازي الرجل الصالح موسى بن عقبة فإنها أصح المغازي عندنا»، وفي رواية: "عليكم بمغازي موسى بن عقبة فإنه ثقة،  وقال عنه الامام الشافعي: "ليس في المغازي أصح من كتابه مع صغره، وخلوه من أكثر ما يذكر في كتب غيره ". ، وحدث عنه الامام سفيان بن عيينة فقال: "إنما كنت أجيء إلى المدينة من أجل موسى بن عقبة، فلما مات تركت المدينة. ، وقال الإمام الذهبي عنه: «كان ثقة ثبتاً كثير الحديث»، وذكر الإمام النووي أن العلماء «اتفقوا على توثيقه، وروى له البخاري ومسلم»،  وقال أيضاً: «ثقة ثبت من صغار التابعين». ، وقال الإمام ابن حجر العسقلاني عنه: «ثقة فقيه إمام في المغازي».

## وفاته
اتفقت جميع المصادر على أن موسى ابن عقبة توفي سنة 141 هـ بالمدينة ودفن بها رحمه الله.